# Konstanty Wiśniowiecki (starosta żytomierski)

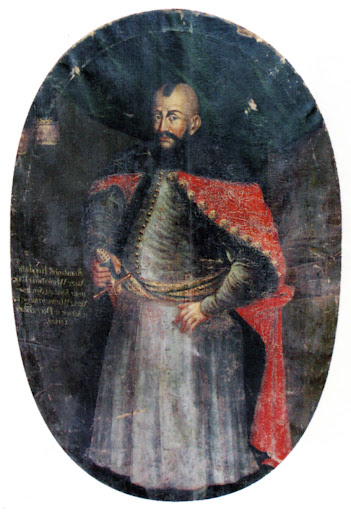

Konstanty Wiśniowiecki  (ukr. Вишневецький Костянтин Іванович, zm. 1574) – książę ruski, dworzanin królewski 1570 r., syn Iwana Wiśniowieckiego, młodszy brat Dymitra Wiśniowieckiego Bajdy. Starosta żytomierski.
Jego małżonką od ok. 1549 była Anna Elżbieta z Olchowca Świerszczówna (zm. 1582), która po śmierci męża ponownie wyszła za mąż za starostę stężyckiego, od 31 maja 1576 podczaszego koronnego Jana Ostroroga. 
Poseł na sejm 1572 roku z województwa wołyńskiego.
Konstanty Wiśniowiecki został pochowany w Ławrze Peczerskiej w Kijowie.

## Literatura
- Kasper Niesiecki: Korona Polska przy Złotey Wolności Starożytnemi Wszystkich Kathedr, Prowincyi y Rycerstwa Kleynotami Heroicznym Męstwem y odwagą, Naywyższemi Honorami a naypierwey Cnotą, Pobożnością y Swiątobliwością Ozdobiona…. T. 4. Lwów: w drukarni Collegium Lwowskiego Societatis Jesu, 1743, 820 s.
- Український портрет XVI–XVIII століть. Kijów: ТОВ Артанія Нова, 2004, s. 190. (ukr.)